# Paulina Urrutia
Paulina Marcela Urrutia Fernández (San Miguel, Santiago, 15 de enero de 1969) es una actriz y directora chilena.  Fue ministra presidenta del Consejo Nacional de la Cultura y las Artes durante el primer Gobierno de la presidenta Michelle Bachelet entre 2006 y 2010.

## Biografía
Nació el 15 de enero de 1969 en Santiago, en una familia de clase media. Hija de Luis Bernardo Urrutia Guerra y de Flor Fernández Braccesi. Sus padres trabajaban en la administración pública y se separaron cuando ella tenía quince años de edad. Residió durante su infancia y adolescencia en la comuna de San Miguel.
Cursó sus estudios en el colegio de la Compañía de María de calle Seminario, en la comuna de Providencia. Su primer acercamiento con el teatro lo tuvo siendo niña, en un taller del colegio.
Realizó estudios superiores de Artes escénicas en la Escuela de Teatro de la Pontificia Universidad Católica de Chile (PUC), egresando como actriz en 1988, y titulándose en 2025.

## Carrera
El ejercicio de su profesión lo inició muy tempranamente. La primera obra de teatro en la que actuó fue Esperando la carroza, en 1987, bajo la dirección de Raúl Osorio.
Su carrera en televisión comenzó en una serie de Televisión Nacional de Chile (TVN) en 1989, gracias a una invitación de la productora ejecutiva Sonia Füchs, en la que interpretó a la primera santa chilena, Juanita Fernández Solar en la serie Teresa de Los Andes, dirigida por Vicente Sabatini.
Un año después participó, también en TVN, en El milagro de vivir, su primera telenovela. En 1994, luego de protagonizar la teleserie Jaque Mate, ingresó en la Corporación de Televisión de la Universidad Católica de Chile (Canal 13), donde permaneció hasta 2002. De ese periodo destaca su actuación en Fuera de control, como Sarita Mellafe, considerada por la crítica especializada como una de las mejores villanas vistas en la televisión chilena. En 2003 volvió a TVN participando en la telenovela Puertas adentro, pero volvería al año siguiente a UC TV donde participaría en Tentación y Gatas & tuercas. Su debut en el cine se produjo en 1993, en la película  Johnny cien pesos del realizador local Gustavo Graef Marino.
Urrutia se involucró rápidamente en el mundo político al participar activamente en el Sindicato de Actores de Chile (Sidarte), llegando a ser su secretaria general y su presidenta (2001). Durante el primer gobierno de Michelle Bachelet fue nombrada presidenta del Consejo Nacional de la Cultura y las Artes (cargo equivalente en Chile al de ministro de Cultura de otros países) en 2006.
Bajo su administración como ministra fue elaborado y discutido el proyecto de reformas a la ley sobre propiedad intelectual, que fue aprobado unánimemente por el Congreso Nacional el 13 de enero de 2010, y promulgado como Ley N° 20.435 el 4 de mayo de ese año, ya en el gobierno de Sebastián Piñera.
En 2015, asumió como representante del Presidente de la República ante la Junta Directiva de la Universidad de Santiago de Chile, cargo de la cual fue removida el 2 de abril de 2020 por el presidente Sebastián Piñera.
En mayo de 2016, asumió la dirección artística del Teatro Camilo Henríquez, sucediendo en el cargo al dramaturgo Ramón Griffero.
En 2024, se unió como integrante del directorio del Teatro Municipal de Santiago, en representación de la Ilustre Municipalidad de Santiago.

## Vida personal
Es viuda del periodista, productor y director Augusto Góngora (fallecido en 2023). Contrajeron matrimonio el 17 de junio de 2016. No tuvieron hijos en común.

## Filmografía

### Cine
| Películas | Películas                      | Películas             | Películas              |
| Año       | Película                       | Rol                   | Director               |
| --------- | ------------------------------ | --------------------- | ---------------------- |
| 1993      | Johnny cien pesos              | Patty                 | Gustavo Graef-Marino   |
| 1996      | El encierro                    | Olga                  | Marcelo Ferrari        |
| 1999      | No tan lejos de Andrómeda      | América               | Juan Vicente Araya     |
| 2003      | Carga vital                    | Engracia              | Sebastián Campos       |
| 2004      | Cachimba                       | Lucy                  | Silvio Caiozzi         |
| 2004      | Tendida, mirando las estrellas | Nieves                | Andrés Racz            |
| 2006      | Fuga                           | Macarena Sancho       | Pablo Larraín          |
| 2007      | La gravedad del púgil          | Nancy                 | Jorge Mella            |
| 2016      | Prueba de actitud              | Ministra de Educación | Fabrizio Copano        |
| 2016      | Camaleón                       | Paulina               | Jorge Riquelme Serrano |
| 2020      | Tengo miedo torero             | Clara                 | Rodrigo Sepúlveda      |
| 2023      | La memoria infinita            | Ella misma            | Maite Alberdi          |

## Televisión
| Año  | Título                   | Papel                 | Ref.         |
| ---- | ------------------------ | --------------------- | ------------ |
| 1988 | Las dos caras del amor   | Luisa Valdivieso      |              |
| 1989 | Teresa de Los Andes      | Juana Fernández Solar | Protagonista |
| 1990 | El milagro de vivir      | Elcira Troncoso       |              |
| 1991 | Volver a empezar         | Nancy Jara            |              |
| 1992 | Trampas y caretas        | Doris Machuca         |              |
| 1993 | Jaque mate               | Paula Quesney         | Protagonista |
| 1994 | Champaña                 | Marly González        |              |
| 1995 | El amor está de moda     | Soledad               |              |
| 1996 | Marrón glacé, el regreso | Rosa Monarde          |              |
| 1997 | Eclipse de luna          | Eliana                |              |
| 1998 | Amándote                 | Nelly Lobos           |              |
| 1999 | Fuera de control         | Sara Mellafe          | Antagonista  |
| 2000 | Sabor a ti               | Lucero Del Campo      |              |
| 2001 | Piel canela              | María Conejo          |              |
| 2003 | Puertas adentro          | Sofía Méndez          |              |
| 2004 | Tentación                | Dominga Jiménez       |              |
| 2005 | Gatas y tuercas          | Brenda Lillo          |              |
| 2017 | Dime quién fue           | Eliana Bustos         |              |
| 2018 | Amar a morir             | Rita Letelier         |              |

| Año       | Título                                       | Papel                          | Ref.                             |
| --------- | -------------------------------------------- | ------------------------------ | -------------------------------- |
| 1990      | Corín Tellado: Mis mejores historias de amor | Marta del Valle / Rita Vidal   | 2 episodios                      |
| 1997      | Las historias de Sussi                       | Verónica                       | Episodio: Sussi, mi primer amor  |
| 2002      | El día menos pensado                         | Rosario Acuña                  | Episodio: El pasillo oscuro      |
| 2003      | Cuentos de mujeres                           | Carla / Silvia                 | 2 episodios                      |
| 2005      | El cuento del tío                            | Vilma                          | Episodio: El bígamo              |
| 2005      | Casados                                      | Jessica López                  |                                  |
| 2006      | Justicia para todos                          | Roberta García                 | Episodio: La vecindad            |
| 2011-2013 | Prófugos                                     | Subsecretaria Adriana Bascuñán | 6 episodios                      |
| 2013      | Ecos del desierto                            | Inés Rivera                    | 4 episodios                      |
| 2014      | Sudamerican Rockers                          | Carmen Rivas                   | 17 episodios                     |
| 2014      | Pulseras rojas                               | Dra. Patricia Andrade          | 13 episodios                     |
| 2015      | Juana Brava                                  | Hilda Salgado                  | 10 episodios                     |
| 2017      | 12 días que estremecieron Chile              | Madre de Jorge                 | Episodio: Incendio en Valparaíso |
| 2018      | Casa de Angelis                              | Gladys Soto                    | 8 episodios                      |
| 2021      | No nos quieren ver                           | Fernanda Salazar               | 8 episodios                      |
| 2022      | Celeste                                      | Maruja Castillo                | 7 episodios                      |
| 2023      | Casado con hijos                             | Pilar Cienfuegos               | Episodio: Celos                  |
| 2024      | Baby Bandito                                 | La Buitre                      | 3 episodios                      |
| 2024      | Vencer o morir                               | Lilian                         |                                  |

## Teatro
- Esperando la carroza (1987), de Jacobo Langsner; Teatro de la Universidad Católica de Chile, dir.: Raúl Osorio
- El paseo de Buster Keaton (1988), ensamblaje de tres piezas de Federico García Lorca por el director Aldo Parodi. Compañía Teatro La Memoria
- La Tierra no es redonda (1989), puesta en escena de Alfredo Castro, basada en El libro de Cristóbal Colón de Paul Claudel. Compañía Teatro La Memoria
- La manzana de Adán, de Paz Errázuriz. Dirección Alfredo Castro. Compañía Teatro La Memoria, 1990.
- Historia de la sangre, de Alfredo Castro y Rodrigo Pérez, en el papel de la chica del peral, 1992. Compañía Teatro La Memoria; reestreno: 2010
- Los días tuertos (1993). Compañía Teatro La Memoria
- El seductor (1996), de Benjamín Galemiri
- La misión (1997), de Heiner Müller
- Máquina Hamlet (1999), de Heiner Müller
- Cinema-Uttopia (2000), de Ramón Griffero
- Todos saben quién fue (2001), de Alejandro Moreno
- Devastados (2002), de Sarah Kane, dir.: Alfredo Castro
- La amante fascista, de Alejandro Chato Moreno, en el papel de Iris Rojas. Compañía Teatro de la Palabra, 2010; Teatro Camilo Henríquez, 2011 y 2017, Teatro Cariola 2016, Muestra de Dramaturgia Nacional-FITAM, 2021, Teatro Bío Bío, Aula Magna CEINA, 2022-2023, Sala Antonio Varas del Teatro Nacional Chileno 2023, bajo la dirección de Víctor Carrasco
- Tus deseos en fragmentos (2012), de Ramón Griffero; Teatro Fin de Siglo
- Prometeo, el origen, de Ramón Griffero, Teatro Camilo Henríquez, 2015
- 99 La Morgue (2017), de Ramón Griffero, dirigida por el autor, Teatro Camilo Henríquez
- La iguana de Alessandra (2018), de Ramón Griffero, dirigida por el autor, Teatro Nacional Chileno

## Vídeos musicales
| Año  | Título            | Artista         | Dirección   |
| ---- | ----------------- | --------------- | ----------- |
| 2017 | Para ser aceptada | Martina Lecaros | Nano García |

## Premios
Premio APES
- 1990, como Mejor actriz de televisión por Volver a empezar.
- 1993, como Mejor actriz de cine por Johnny cien pesos.

Premio Altazor de las Artes Nacionales
- 2000, en Artes Audiovisuales como Mejor actriz de televisión por Fuera de control.
- 2003, en Artes Escénicas como Mejor actriz de teatro por Devastados.
- 2011, en Artes Escénicas como Mejor actriz de teatro por La amante fascista.

Premio Pedro Sienna
- 2017, mejor actriz de cine Camaleón.

Premios Caleuche
- 2016, mejor actriz de reparto en series Sudamerican Rockers.
- 2025, mejor actriz de reparto en series Baby Bandito

Festival Internacional de Trieste, Italia
- 2007, mejor interpretación por la película Tendida, mirando las estrellas.